# Abdul Karim Abdullah al-Arashi

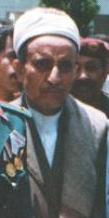

Abdul Karim Abdullah al-Arashi (1 december 1934 - 10 juni 2006) (Arabisch: عبد الكريم عبد الله العرشي) was een Jemenitische politicus en president van Noord-Jemen van 24 juni tot 18 juli 1978.